# پونتا د آستورگ
پونتا د آستورگ (به اسپانیایی: Punta de Astorg) یک کوه در اسپانیا است که در Benasque واقع شده‌است. پونتا د آستورگ ۳٬۳۵۴ متر بالاتر از سطح دریا واقع شده‌است.